# Barlborough
Barlborough är en ort och civil parish i Storbritannien.   Den ligger i distriktet Bolsover i grevskapet Derbyshire i riksdelen England, i den sydöstra delen av landet, 210 km norr om huvudstaden London. Barlborough ligger 141 meter över havet och antalet invånare är 2 778.
Terrängen runt Barlborough är huvudsakligen platt. Barlborough ligger uppe på en höjd. Runt Barlborough är det tätbefolkat, med 442 invånare per kvadratkilometer. Närmaste större samhälle är Sheffield, 15,8 km nordväst om Barlborough. Trakten runt Barlborough består till största delen av jordbruksmark.